# Astathes caloptera
Astathes caloptera är en skalbaggsart som beskrevs av Francis Polkinghorne Pascoe 1860. Astathes caloptera ingår i släktet Astathes och familjen långhorningar. Inga underarter finns listade.